# Ludovic Sané
Lamine Ludovic Sané (ur. 22 marca 1987 w Villeneuve-sur-Lot) – senegalski piłkarz występujący na pozycji obrońcy w amerykańskim klubie Orlando City SC oraz w reprezentacji Senegalu. Brat Salifa Sané.

## Kariera klubowa
Ludovic Sané rozpoczynał piłkarską karierę w US Lormont, następnie występował w Stade Bordelais, a od 2006 roku był zawodnikiem RCO Agde. W jego barwach grał w rozgrywkach Championnat de France amateur. W sezonie 2007/2008 reprezentował ponownie barwy klubu z Lormont. W 2008 roku trafił do rezerw Girondins Bordeaux, w których występował przez jeden sezon. W 2009 roku został włączony do pierwszej drużyny ówczesnego mistrza Francji.
W pierwszym zespole Girondins Bordeaux Sané zadebiutował 3 listopada 2009 roku w meczu Ligi Mistrzów z Bayernem Monachium, w którym na boisku pojawił się w 84. minucie zmieniając Jaroslava Plašila. Po raz pierwszy w Ligue 1 wystąpił w połowie grudnia, grając w pojedynku przeciwko Lyonowi. Pierwszego gola w rozgrywkach francuskiej ekstraklasy strzelił natomiast w kwietniowym meczu z Paris Saint-Germain, a jego bramka okazała się trafieniem honorowym. Gola zdobył także w przegranym 1:3 pojedynku finału Coupe de la Ligue z Olympique Marsylia. Łącznie w sezonie 2009/2010 wystąpił w 28. spotkaniach.

## Kariera reprezentacja
W 2010 roku Sané zadebiutował w reprezentacji Senegalu.

## Statystyki kariery
(aktualne na dzień 4 sierpnia 2016)
| Klub               | Sezon              | Liga               | Liga  | Liga   | Puchar kraju | Puchar kraju | Puchar ligi | Puchar ligi | Europa | Europa | Inne  | Inne   | Suma  | Suma   |
| Klub               | Sezon              | Liga               | Mecze | Bramki | Mecze        | Bramki       | Mecze       | Bramki      | Mecze  | Bramki | Mecze | Bramki | Mecze | Bramki |
| ------------------ | ------------------ | ------------------ | ----- | ------ | ------------ | ------------ | ----------- | ----------- | ------ | ------ | ----- | ------ | ----- | ------ |
| Girondins Bordeaux | 2008/09            | Ligue 1            | 0     | 0      | 0            | 0            | 0           | 0           | 0      | 0      | –     | –      | 0     | 0      |
| Girondins Bordeaux | 2009/10            | Ligue 1            | 17    | 1      | 0            | 0            | 4           | 1           | 6      | 0      | –     | –      | 27    | 2      |
| Girondins Bordeaux | 2010/11            | Ligue 1            | 33    | 2      | 2            | 0            | 2           | 0           | –      | –      | –     | –      | 37    | 2      |
| Girondins Bordeaux | 2011/12            | Ligue 1            | 32    | 2      | 1            | 0            | 1           | 0           | –      | –      | –     | –      | 34    | 2      |
| Girondins Bordeaux | 2012/13            | Ligue 1            | 33    | 1      | 5            | 0            | 1           | 0           | 9      | 0      | –     | –      | 48    | 1      |
| Girondins Bordeaux | 2013/14            | Ligue 1            | 36    | 0      | 2            | 0            | 2           | 0           | 4      | 2      | 1     | 0      | 45    | 2      |
| Girondins Bordeaux | 2014/15            | Ligue 1            | 23    | 1      | 0            | 0            | 1           | 0           | –      | –      | –     | –      | 24    | 1      |
| Girondins Bordeaux | 2015/16            | Ligue 1            | 13    | 0      | 3            | 0            | 1           | 0           | 4      | 0      | –     | –      | 21    | 0      |
| Girondins Bordeaux | Ogólnie            | Ogólnie            | 187   | 7      | 13           | 0            | 12          | 1           | 23     | 2      | 1     | 0      | 236   | 10     |
| Werder Brema       | 2016/17            | Bundesliga         | 0     | 0      | 0            | 0            | –           | –           | –      | –      | –     | –      | 0     | 0      |
| Werder Brema       | Ogólnie            | Ogólnie            | 0     | 0      | 0            | 0            | 0           | 0           | 0      | 0      | 0     | 0      | 0     | 0      |
| Ogólnie w karierze | Ogólnie w karierze | Ogólnie w karierze | 187   | 7      | 13           | 0            | 12          | 1           | 23     | 2      | 1     | 0      | 236   | 10     |